# Egyptská strana zelených
Egyptská strana zelených (arabsky حزب الخضر المصري, Hizb Al-khodr Al-misrí) je egyptská politická strana prosazující zelenou politiku. Je členem Africké federace zelených stran a Global Greens. Byla založena bývalým diplomatem Hassanem Ragabem v roce 1990.
Strana prosazuje zásady udržitelného rozvoje a optimálního využití přírodních zdrojů. Požaduje řešení problému chudoby, upozorňuje na problémy globalizované ekonomiky a současné podoby kapitalismu. V posledních letech se její politika posouvá k ekosocialismu.